# Маргарет Вамбуй
Маргарет Вамбуй (англ. Margaret Nyairera Wambui; нар. 15 вересня 1995) — кенійська легкоатлетка, що спеціалізується на бігу на середні дистанції, бронзова призерка Олімпійських ігор 2016 року.

## Виступи на Олімпіадах
| Олімпіада           | Дисципліна | Місце |
| ------------------- | ---------- | ----- |
| Ріо-де-Жанейро 2016 | 800 метрів | 3     |